# Iwanowka (Omsk)
Iwanowka (russisch Ивановка) ist ein kleines, vorwiegend deutschsprachiges (plautdietsches) Dorf im westlichen Teil Sibiriens, das im Rajon Issilkul der Oblast Omsk etwa 120 Kilometer westlich der Stadt Omsk liegt.
Es gehört zur Landgemeinde Kucharewskoje selskoje posselenije, deren Verwaltungssitz sich im etwa zwei Kilometer nordwestlich gelegenen Dorf Margenau befindet.

## Geschichte
Das Dorf Iwanowka wurde von deutschen Einwanderern im Frühling 1907 zwei Kilometer südlich der Station Kucharewo der Transsibirischen Eisenbahn (Streckenkilometer 2784 ab Moskau), auf vom Kosakenoffizier Iwanow gekauften Land gegründet, worauf sich auch der Dorfname Iwanowka bezieht.

Dorfplan 1928 (Ausrichtung: Norden etwa links)

Im östlichen Teil des Landes befand sich ein kleiner See und angrenzend Weideland für das Vieh, südwestlich ein Wald (siehe Dorfplan 1928). Ursprünglich wurden etwa einen Kilometer vom Wald entfernt Einzelhöfe gebaut, aus denen eine kleine Siedlung entstand, die nach dem Namen des damaligen Landinhabers Epp Epp-Chutor genannt wurde. Später wurde auch am Waldrand eine Siedlung angelegt. Diese Siedlungen wuchsen im Laufe der Jahre zu einem Dorf zusammen, das 1917 offiziell nach dem Kosakenoffizier Iwanow Iwanowka genannt wurde. Im Oktober 1929 verkauften mehrere Dorfbewohner ihre Häuser und machten sich auf den Weg über Deutschland nach Kanada und Paraguay. Ins Dorf zogen mehrere neue Familien hinzu.
In den 1970er Jahren hieß es, Iwanowka sei ein „Dorf ohne Perspektive“; es sollte so schnell wie möglich verschwinden und dann in Ackerland umgewandelt werden, wie es mit dem Nachbardorf Rosenfeld und mehreren anderen Dörfern zu der Zeit schon geschehen war. Nur durch den illegalen Weiterbau von Wohnhäusern wurde die Vernichtung des Dorfes verhindert.

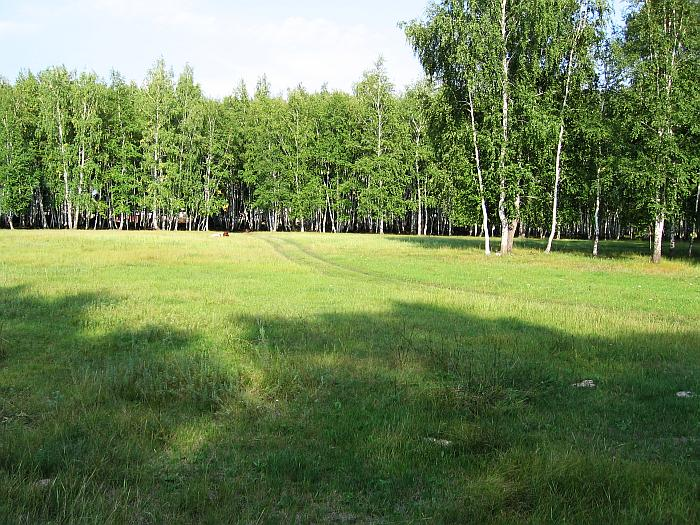
Mitte des „Iwanowerwaldes“

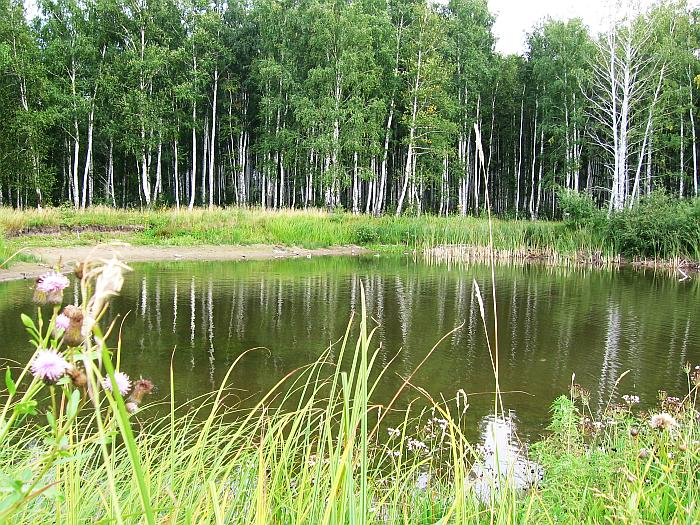
Südseite des „Iwanowerwaldes“

In den 1980er Jahren war Iwanowka wegen der zu dieser Zeit von den sowjetischen Behörden verbotenen, christlichen Veranstaltungen bekannt. An den Veranstaltungen wie Jugend- und Sängerfesten nahmen mehrmals auch ausländische Gäste teil. Die Feste fanden in dafür aufgebauten Zelten im „Iwanowerwald“ statt, an den Iwanowka direkt angrenzt. Beispielsweise versammelten sich am 5. Juni 1988 im „Iwanowerwald“ mehrere tausend Menschen zu einem solchen Sängerfest.
In der zweiten Auswanderungsphase ab 1989 und in den folgenden etwa zehn Jahren sind fast alle Altbewohner Iwanowkas nach Deutschland übergesiedelt. In die Häuser zogen wieder neue, darunter auch deutsche Familien aus Kasachstan ein.

## Dorfbevölkerung und Sprache
Bis zu der Massenauswanderung nach Deutschland in den 1990er Jahren bestand die Dorfbevölkerung überwiegend aus Russlanddeutschen bzw. Russlandmennoniten, deren Umgangssprache innerhalb des Dorfes vorwiegend Deutsch bzw. Plautdietsch war.
In der Grundschule, die es in Iwanowka von 1963 bis 1968 gab, wurde in russischer Sprache unterrichtet.

## Wirtschaft
Es wird hauptsächlich Landwirtschaft und Viehzucht im privaten Bereich betrieben. Bis Ende der 1960er Jahre existierten im Dorf drei Viehställe, die dem Kolchos gehörten, darunter ein Kuhstall, in dem die Milchproduktion im Vordergrund stand, ein Jungvieh- und ein Pferdestall. Ebenso gehörten dem Kolchos eine Getreidemühle und ein Getreidespeicher für die Futterversorgung des Viehs sowie eine Schmiede, die zu Beginn der 1960er Jahre stillgelegt wurde.
Bis 1977 befand sich am Iwanowerwald der Betriebshof des Kolchos; danach wurde er ins Nachbardorf Margenau verlegt.